# Judy Mosley
Judy Rae Mosley, coniugata McAfee (Corona, 17 marzo 1968 – Temecula, 16 settembre 2013), è stata una cestista e allenatrice di pallacanestro statunitense.

## Carriera
Ala di 185 cm, ha giocato in WNBA con Sacramento e in Serie A1 con Priolo Gargallo. Ha vinto una medaglia d'oro ai Mondiali Universitari nel 1990.